# Валентинијан II
Валентинијан II (рођен у јесен 371. године у данашњем Триру, умро 15. маја 392. године у данашњем Бечу. Његово пуно име било је Флавије Валентинијан (лат. Flavius Valentinianus). Од 375. године па све до своје смрти био је римски цар на Западу, једно време као савладар свог полубрата Грацијана.

## Биографија

### Цар на Западу
Валентинијан II био је од са четири године, дакле 375. године, после изненадне смрти свог оца Валентинијан I проглашен за цара Запада од стране војске у Аквинкуму. Његов седамнаестогодишњи полубрат Грацијан био је већ пре осам година постављен за савладара свог оца. Грацијан се сложио са избором Валентинијана за цара. 
Формално, Западни део Царства био је подељен између Валентинијана II и Грацијана. Валентинијан је добио Италију, део Илирика и Африку, док је Грацијан добио трансалпинске провинције. Валентинијан, тада још дете, је резидирао у Милану, а његовим делом је управљао Грацијан, као de facto цар Западног римског царства.
Након смрти Валенса, Грацијан је проглашен за наследника на Истоку. 

### Јустина
Валентинијан је за то време био под практичним старатељством свог полубрата. На њега је нарочито утицала његова мајка Јустина, иначе присталица аријанизама, једне раширене јереси у то доба. Јустина се у верским питањима супротстављала епископу Амброзију из Милана, једном важном царском саветнику и чувеном црквеном проповеднику те епохе. Амброзије се и нарочито супротстављао наређењима Јустине, тј Валентинијана о толеранцији према јеретицима. 

### Магнус Максимус
383. године био је Грацијан у Лиону после устанка Магнуса Максимуса убијен.
Валентинијан и Јустина су побегли у Солун, код Теодосија I, цара Истока и брата Валентинијанове сестре Гале. Теодосије је успео да се избори са побуном Магнуса Максимуса.

### Смрт и последице
Валентинијан је поново постављен на Западу за цара, али опет није самостално владао. Његов регент је био Арбогаст, један римски војсковођа франачког порекла. Арбогаст је пред Валентинијановим очима убио једног царевог пријатеља. Када је цар хтео да га отпусти због тога, Арбогаст је поцепао ту наредбу. (Зосим, 4,53). Валентинијан је тако био само формално цар и постепено је губио утицај. На крају 15. маја 392. године нађен је обешен у својој царској палати у галском граду Вјену. Околности његове смрти нису јасне: можда је убијен по Арбогастовом наређењу, а можда је због сопствене немоћи извршио самоубиство. 
Арбогаст је за цара поставио једног говорника Евгенија. Евгеније је био лош хришћанин и ступио је у савез са отворено паганским круговима око Квинта Аурелија Симаха и Вирија Никомаха Флавијана. То је довело до последњег опоравка паганизма на Западу. Разуме се, на то је реаговао Теодосије I и поново успоставио хришћанство на Западу. 